# 尼科波尔 (保加利亚)
43°42′N 24°54′E / 43.700°N 24.900°E

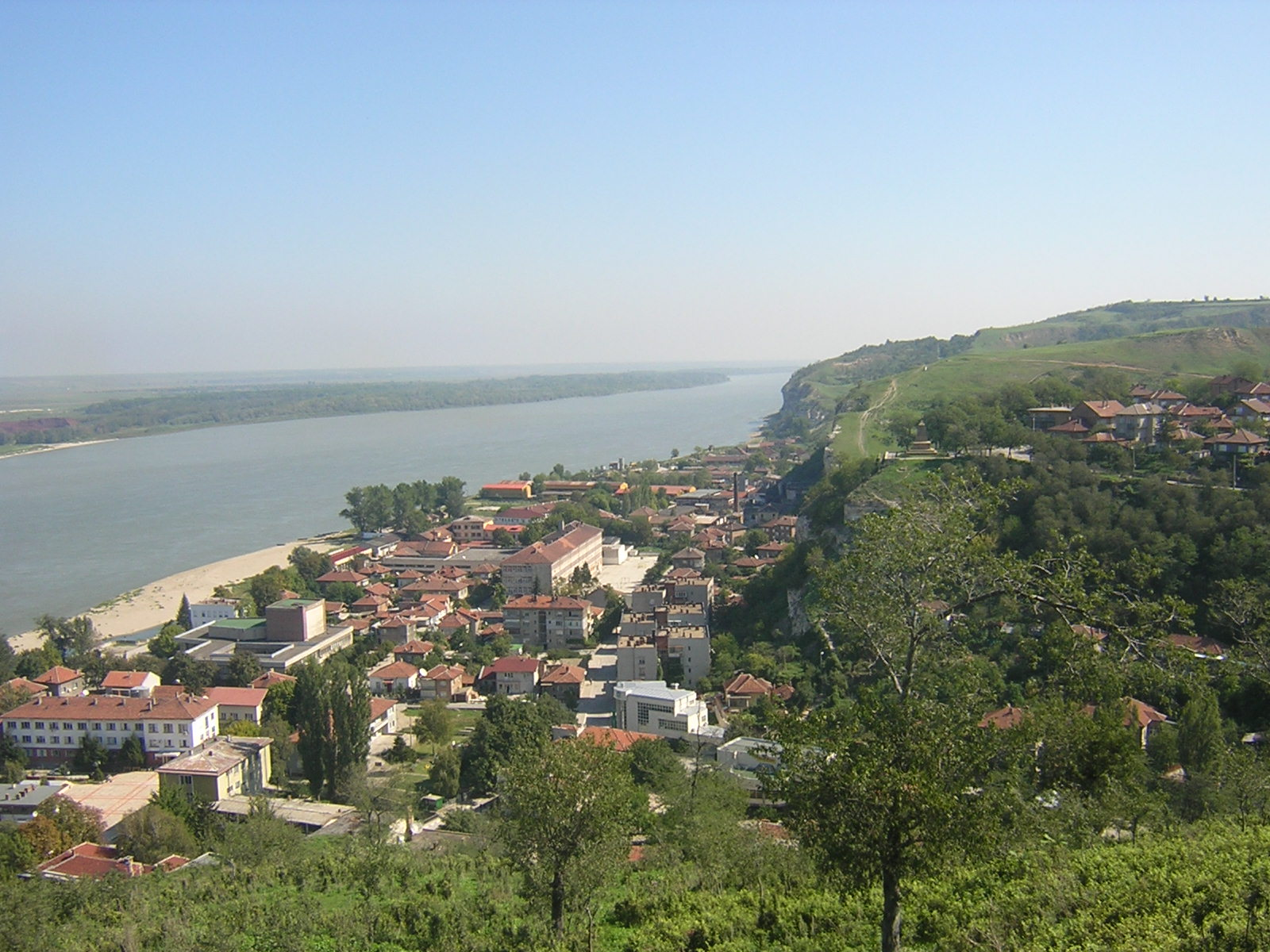
在堡壘俯視尼科波尔

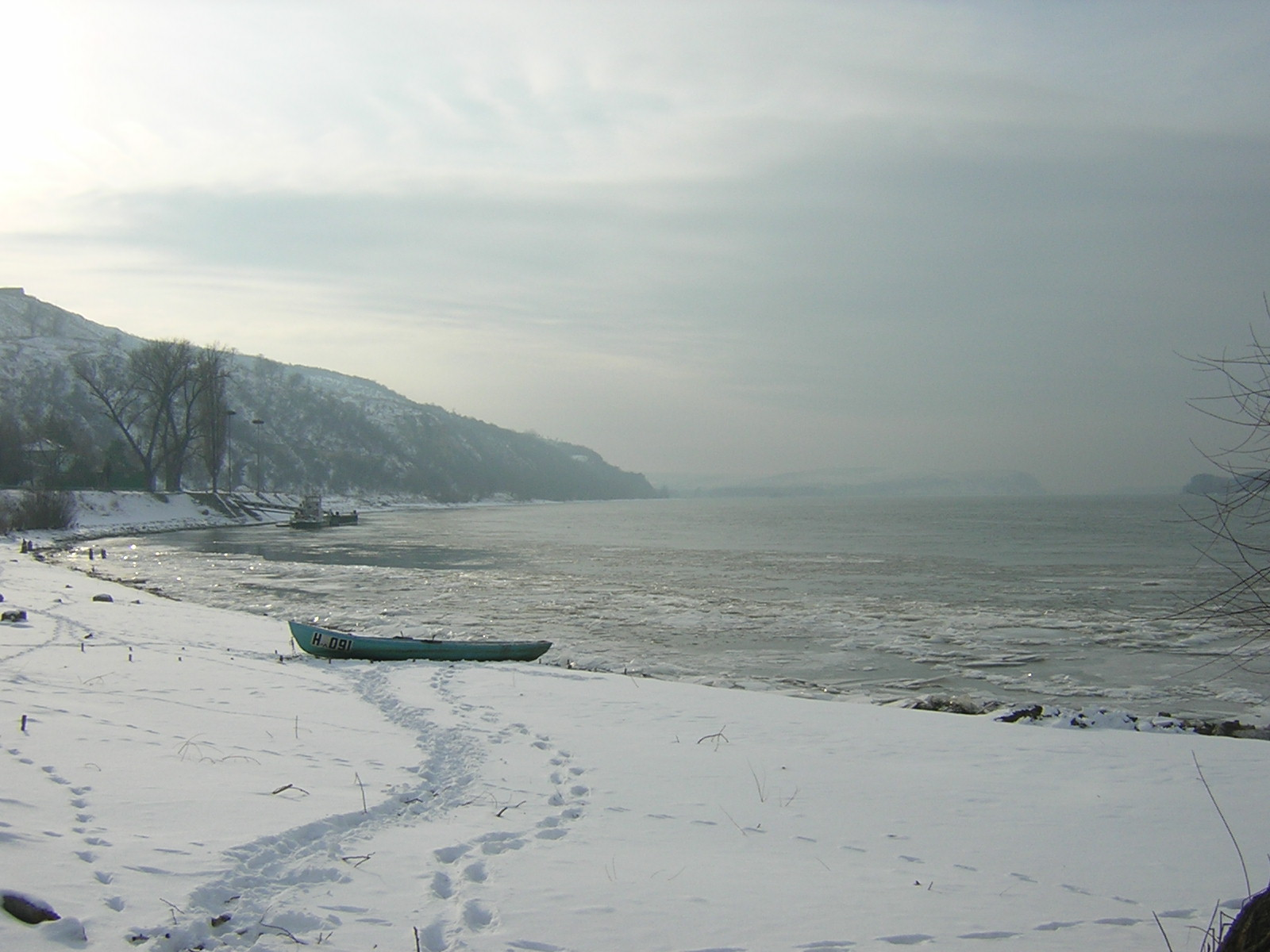
冬季時由尼科波尔望向多瑙河

尼科波尔（羅馬化：Nikopol；古希臘語：[Νικόπολις] 错误：{{Lang}}：無法辨識語言標籤 monophonic（帮助）），又譯作尼科波利斯、尼科堡，是保加利亞北部普列文州尼科波爾市鎮的城鎮及行政中心。位於多瑙河右岸，在奧森河河口的下游方向約4公里。尼科波尔地處多瑙河河岸的峭壁下，沿狹窄的山谷向上延綿。

## 歷史
在古羅馬時期，尼科波尔是默西亞行省的一個村落，在169年首次被提及。羅馬帝國衰落後，尼科波尔地處拜占庭帝國的北面邊界。1059年，尼科波尔被命名為「尼科波利斯」，即希臘語裡的「勝利之城」。在中世紀，尼科波尔在絕大多數時間都屬於保加利亞帝國的一部分。1393年特爾諾沃陷落，保加利亞最後一任沙皇伊凡·希什曼在尼科波尔的要塞上支撐大局，直至1395年被鄂圖曼人征服，伊凡·希什曼被俘，因此尼科波尔在這兩年間都被視為保加利亞的首都。1396年的尼科波利斯戰役也在這裡發生，那是中世紀時期最後一次大規模的十字軍東征，匈牙利王國國王西吉斯蒙德及法國騎士領導的歐洲基督教聯軍被鄂圖曼帝國巴耶濟德一世及其盟友塞爾維亞王國斯特凡·拉扎列維奇擊敗。
在鄂圖曼統治下，尼科波尔發展成重要的軍事和行政中心，擁有堅固的要塞，經濟、宗教及政治活動蓬勃，直至17至18世紀趨向末落。尼科波尔是地域中心，但後來被普列文取代。1877年，俄國人在尼科波利斯戰役裡攻克尼科波尔。天主教尼科波爾教區涵蓋整個北保加利亞，歷史上以尼科波尔為中心，如今該教區的主教教座位於魯塞。

## 現代
截至2008年，尼科波尔的人口達4255人。尼科波尔是尼科波爾市鎮的行政中心，向當地的村落提供服務。供汽車渡輪使用的碼頭正在興建，可連接尼科波尔與多瑙河對岸的羅馬尼亞城鎮圖爾努默古雷萊。在2006年歐洲水災期間，尼科波尔部分地區被多瑙河淹沒。

## 友好城市
- 匈牙利豪拉斯特萊克
- 俄羅斯沙赫特

## 著名人物
- 伊凡·希什曼－ 保加利亞第二帝國最後一任皇帝，1395年在尼科波尔被斬首。
- 讓·德·維埃納（1341年－1396年）－ 法國將軍及騎士，在尼科波尔陣亡。
- 讓·德·卡魯日（1330年代－1396年）－ 法國騎士，在尼科波尔陣亡。
- 夏娃·法蘭克（Eve Frank，1754年－1816年）－ 出生於尼科波尔，她的父親雅各布·法蘭克（Jacob Frank）自稱是彌賽亞轉世。